# Хольстенниндорф
Хольстенниндорф (нем. Holstenniendorf) — община в Германии, в земле Шлезвиг-Гольштейн. 
Входит в состав района Штайнбург. Подчиняется управлению Шенефельд.  Население составляет 421 человек (на 31 декабря 2010 года). Занимает площадь 12,07 км².

## герб и флаг
Флаг в бело сине красной цветовой гамме. Вверху герба расположена синяя волновая линия под которой изображения трёх красного цвета строений а под ними на синем фоне два скрещенных белого цвета колоса. 
Волновая линия отражает строительство Кильского канала разделившего муниципалитет на две части и значительно изменившего жизнь местных жителей. Три здания символизирую как жилые так и ремесленные и торговые здания. Колосья же внизу отражают то что в муниципалитете по-прежнему преобладает сельскохозяйственный образ жизни. 